# Christian Friedrich Penzel
Christian Friedrich Penzel (* 25. November 1737 in Oelsnitz/Vogtl.; † 14. März 1801 in Merseburg) war ein deutscher Kantor und Komponist.

## Leben
Penzel lernte bei Kantor Johann Georg Nacke in Oelsnitz und ab 1749 an der Thomasschule zu Leipzig. Er war möglicherweise einer der letzten Schüler Bachs.
Nach der Schule immatrikulierte er sich 1756 an der Universität Leipzig, wo er bis 1761 Jurisprudenz studierte.
1765 wurde er als Nachfolger August Friedrich Grauns Kantor an der Stadtkirche in Merseburg, zugleich Schloss- und Domkantor sowie Lehrer am Domgymnasium.